# Crepidium segaarense
Crepidium segaarense är en orkidéart som först beskrevs av Friedrich Fritz Wilhelm Ludwig Kraenzlin, och fick sitt nu gällande namn av Mark Alwin Clements och David Lloyd Jones. Crepidium segaarense ingår i släktet Crepidium, och familjen orkidéer. Inga underarter finns listade i Catalogue of Life.